# Kristoffer Björklund
Kristoffer Björklund, född den 19 april 1978 på Södermalm i Stockholm, är en svensk före detta fotbollsmålvakt. 
Björklund spelade i yngre dagar även handboll, han var dock inte målvakt utan spelade som ytternia. Björklund avslutade karriären i Väsby United, dit han kom från Assyriska FF. I Assyriska fick Björklund sitta mycket på bänken och lämnade då för Väsby United. Spelade tidigare i IF Brommapojkarna och Hammarby IF. Spelade säsongerna 2000-2002 i FC Café Opera. Björklund debuterade för Hammarby i seriespel i derbyt mot AIK den 14 april 2008, då Rami Shaaban lämnade återbud. Kristoffer Björklunds första match på Söderstadion spelades mot Helsingborgs IF. Björklund räddade en straff från Henrik Larsson och gjorde många reflexräddningar. Han blev snabbt en favorit på Söderstadion då matchen slutade 2-1 till Hammarby IF.

## Seriematcher
- 2009: 17
- 2008: 23
- 2007: 20
- 2006: 30
- 2005: 28
- 2004: 30
- 2003: 29
- 2002: 25
- 2001: 22
- 2000: ?
- 1999: 8
- 1998: -
- 1997: 3